# Carno
Carno (in greco antico: Κάρνος?, Kárnos), noto anche come Carneio o Carneo, è un personaggio della mitologia greca. Fu un Indovino.

## Genealogia
Figlio di Zeus e di Europa, fu adottato da Apollo e Leto.

## Mitologia
Carno era un indovino proveniente dall'Acarnania. Quando giunse presso l'esercito degli Eraclidi che, riuniti a Naupatto si apprestavano ad invadere il Peloponneso, Ippote (figlio di Filante) ordinò che venisse ucciso, credendolo una spia.

Alcuni giorni dopo scoppiò un'epidemia di peste che sconvolse l'esercito e l'oracolo, consultato, rivelò che la causa di ciò era l'ira di Apollo, sdegnato per l'uccisione del suo sacerdote.
Per punizione Ippote fu cacciato via mentre gli Eraclidi tributarono un culto ad Apollo «Carneio».